# Джміль глинистий
Джміль гли́нистий (Bombus argillaceus) — вид перетинчастокрилих комах з роду Джмелі, який поширюється від півдня і південного сходу Європи до Західної Азії. В Україні зустрічається в багатьох областях та в Криму.

## Опис

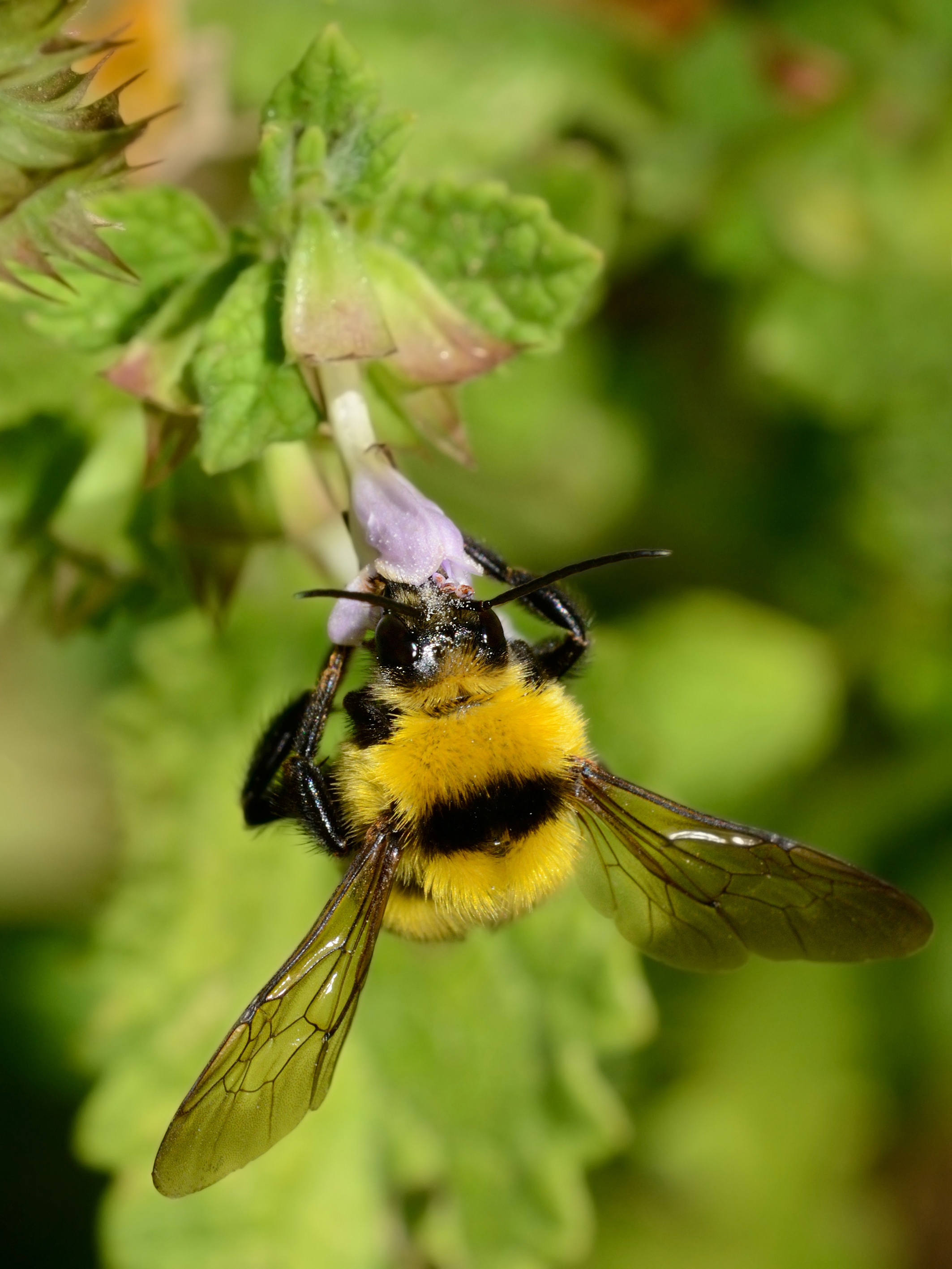
Самець джмеля глинистого

Тіло чорне, крила темні. Верхні краї бічних вічок знаходяться на рівні або вище верхнього краю складних очей. Передня та задня частини мезосоми опушені жовтими волосками. Ширина перев'язки із чорних волосків між крилами небагато менша за ширину перев'язки з жовтих волосків на передній частині мезосоми. Метасома вкрита чорними волосками. Довжина тіла самок — 20-23 мм, самців — 14-15 мм.

## Екологія
У Туреччині, він живе в горах, як правило, на висотах між 900—1,870 метрів, загалом же був знайдений до висоти 2855 метрів. Основними джерелами живлення є нектар та пилок квітучих рослин від Boraginaceae, Asteraceae, Lamiaceae, Fabaceae. Соціальний вид. Самиці запліднюються самцями восени, після чого йдуть на зимівлю, а навесні кожна молода матка самостійно будує гніздо на поверхні землі або в норах мишоподібних гризунів. Робочі особини цього виду не роблять окремих запасів пилку в гнізді, личинки харчуються через так звані кишені, які наповнюються свіжепринесеним пилком. За сезон розвивається одне покоління, що складається з декількох виводків. В одному гнізді вирощується 50-100 робочих особин та приблизно така ж кількість репродуктивних особин — самців та майбутніх маток. Літає з квітня до жовтня.

## Значення
Джміль глинистий — важливий запилювач багатьох квіткових рослин, у тому числі сільськогосподарських, таких як плодово-ягідні, баштанні культури.

## Загрози та охорона
Основними факторами, що призводять до зниження чисельності, є значне скорочення місць, придатних для гніздування та збору корму, знищення гнізд цього виду під час оранки полів, лук або скошування рослин та загибель дорослих особин при обробках полів пестицидами. Чисельність також сильно скоротилася в результаті оранки вторинних біоценозів.
Охороняється в заповідниках степової та лісостепових зон. Необхідно створити заказники і нові заповідники в інших місцях мешкання виду.